# The Whales of August
The Whales of August is een film uit 1987 onder regie van Lindsay Anderson. Actrice Ann Sothern speelde hierin haar laatste rol en werd hiervoor genomineerd voor een Academy Award. De actrice die verschijnt als de jongere versie van haar personage Tisha Doughty is haar echte dochter Tisha Sterling.

## Verhaal
Twee zusters op leeftijd brengen al 50 jaar hun zomer door in een huisje aan de kust. Libby is blind en bereidt zich voor op de dood, terwijl Sarah Libby verzorgt maar verliefd wordt op een man. Wanneer de interesse wederzijds lijkt te zijn, overweegt ze om met hem mee te gaan en haar zuster achter te laten.

## Rolverdeling
| Acteur           | Personage       |
| ---------------- | --------------- |
| Bette Davis      | Libby Strong    |
| Lillian Gish     | Sarah Webber    |
| Vincent Price    | Meneer Maranov  |
| Ann Sothern      | Tisha Doughty   |
| Harry Carey Jr.  | Joshua Brackett |
| Margaret Ladd    | Jonge Libby     |
| Mary Steenburgen | Jonge Sarah     |